# Tarnogród (gmina 1870–1954)
Tarnogród (do 1870 i w latach 1915–1919 miasto Tarnogród, od 1973 Tarnogród) – dawna gmina wiejska istniejąca w latach 1870–1954 w woj. lubelskim. Gmina obejmowała obszar obecnego miasta Tarnogród. Siedzibą gminy była osada miejska Tarnogród.
Gmina Tarnogród była jedną z 14 gmin wiejskich powiatu biłgorajskiego w guberni lubelskiej, a zarazem jedną z trzech osad miejskich powiatu. Gmina należała do sądu gminnego okręgu III w Tarnogrodzie. Gmina miała 3580 mórg obszaru i liczyła 5436 mieszkańców. Była gminą przygraniczną z Galicją. W 1919 roku weszła w skład w woj. lubelskiego.
Gmina została utworzona 19 maja 1870 (kalendarz juliański) / 31 maja 1870 (kalendarz gregoriański) z obszaru pozbawionego praw miejskich miasta Tarnogrodu. W przeciwieństwie do większości innych miast, którym odebrano prawa miejskie za udział w powstaniu styczniowym, Tarnogród nie został włączony do sąsiedniej gminy wiejskiej (gminy Wola Różaniecka), lecz zachował charakter miejski, stanowiąc odrębną gminę wiejską w granicach dawnego miasta. W latach międzywojennych drugą gminą tego typu na Lubelszczyźnie była Końskowola, która jednak po przyłączeniu do niej obszarów wiejskich z gminy Puławy i Kurów w 1925 roku stała się gminą o charakterze wiejskim. W 1927 z gminy Łaskarzew wyodrębniono gminę Łaskarzew-Osada o identycznym charakterze co gmina Tarnogród, jednak po jej przyłączeniu do woj. warszawskiego w 1939 roku, gmina Tarnogród pozostała jedyną gminą wiejską w woj. lubelskim o charakterze miejskim.
W czasie I wojny światowej, w 1915 roku niemieckie władze okupacyjne wprowadziły administrację cywilną i przekształciły wiejską gminę Tarnogród ponownie w miasto, liczące w 1916 roku 4038 mieszkańców. Powróciła wówczas także funkcja burmistrza. Po odzyskaniu niepodległości władze polskie nie uznały formalnie Tarnogrodu za miasto 7 lutego 1919, a utworzoną przez Austriaków jednostkę miejską przekształcono ponownie w wiejską gminę Tarnogród w powiecie biłgorajskim w woj. lubelskim.
W latach międzywojennych gmina Tarnogród była jednostką samorządu terytorialnego, pełniącą również funkcje administracyjne zlecone przez państwo. Podczas okupacji gmina należała do dystryktu lubelskiego (w Generalnym Gubernatorstwie). Po wyzwoleniu powołano do życia Radę Narodową w Tarnogrodzie na mocy statutu z dnia 1 stycznia 1944 roku. Według stanu z dnia 1 lipca 1952 roku gmina Tarnogród nie była podzielona na gromady.
Jednostka została zniesiona 29 września 1954 roku wraz z reformą wprowadzającą gromady w miejsce gmin i przekształcona w gromadę Tarnogród.
Po reaktywowaniu gmin z dniem 1 stycznia 1973 roku utworzono gminę Tarnogród, obejmującą tereny dawnych gmin (sprzed 1954) Tarnogród i Wola Różaniecka. 1 czerwca 1975 roku nową gminę Tarnogród – jako jedną z 58 wiejskich – włączono do nowo utworzonego woj. zamojskiego. 1 stycznia 1987 roku Tarnogród odzyskał prawa miejskie. Od tej pory znów tworzył odrębną jednostkę administracyjną (lecz miejską) od wiejskiej gminy Tarnogród (odpowiadającej obszarowi dawnej gminy Wola Różaniecka), mimo posiadania wspólnych władz gminnych dla obu jednostek. Rada Narodowa Miasta i Gminy w Tarnogrodzie działała do 27 maja 1990 roku na podstawie przepisów wprowadzających ustawę o samorządzie terytorialnym. 1 lutego 1991 roku miasto i gminę Tarnogród połączono w jedną gminę miejsko-wiejską. Do woj. lubelskiego i powiatu biłgorajskiego Tarnogród powrócił z dniem 1 stycznia 1999 roku.